# 维莱莱波
维莱莱波（法語：Villers-les-Pots，法語發音：[vilɛʁ le po]）是法国科多尔省的一个市镇，属于第戎区。

## 地理
维莱莱波（47°12'39"N, 5°21'14"E）面积10.43 平方千米，位于法国勃艮第-弗朗什-孔泰大區科多尔省，该省份为法国中东部省份，北起奥布省，西接涅夫勒省和约讷省，南至索恩-卢瓦尔省，东南接汝拉省，东临上索恩省，东北部与上马恩省接壤。
与维莱莱波接壤的市镇（或旧市镇、城区）包括：马尼-蒙塔尔洛、尚多特尔、欧克索讷、蒂勒奈、特雷克兰、阿泰、苏瓦朗、科隆日和普勒米耶尔。

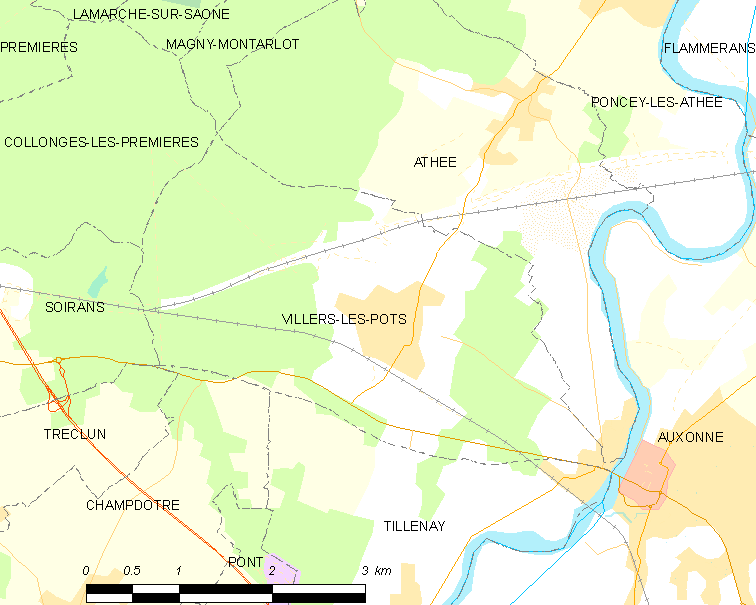
维莱莱波的OSM定位图

维莱莱波的时区为UTC+01:00、UTC+02:00（夏令时）。

## 行政
维莱莱波的邮政编码为21130，INSEE市镇编码为21699。

## 政治
维莱莱波所属的省级选区为欧克索讷县。

## 人口

1962-2008年间维莱莱波人口变化图示

维莱莱波于2022年1月1日时的人口数量为1206人。